# Испания на зимних Олимпийских играх 1976
Испания принимала участие в зимних Олимпийских играх 1976 года в Инсбруке (Австрия) в девятый раз за свою историю, но не завоевала ни одной медали. 
Знаменосцем на церемонии открытия стал лыжник Франсиско Фернандес-Очоа, обладатель золотой медали в слаломе в Олимпийских играх 1972 года.

## Состав сборной
Сборная страны состояла из 4 спортсменов, которые участвовали в одном виде спорта: горнолыжный спорт.
Сборную страны представляли 4 мужчин:
- Франсиско Фернандес-Очоа
- Хорхе Гарсия
- Хайме Рос
- Хуан Мануэль Фернандес Очоа

## Результаты
Горнолыжный спорт
Сборная Испании участвовала в соревнованиях по горнолыжному спорту в трёх дисциплинах: скоростной спуск, гигантский слалом и слалом.

### Скоростной спуск
| Спортсмен                   | Результат | Результат |
| Спортсмен                   | Время     | Место     |
| --------------------------- | --------- | --------- |
| Хорхе Гарсия                | 1:53.55   | 42        |
| Хайме Рос                   | 1:53.50   | 41        |
| Хуан Мануэль Фернандес Очоа | 1:52.40   | 36        |
| Франсиско Фернандес Очоа    | 1:51.91   | 35        |

### Гигантский слалом
| Спортсмен                   | 1 заезд | 1 заезд | 2 заезд | 2 заезд | Итоговый результат | Итоговый результат |
| Спортсмен                   | Время   | Место   | Время   | Место   | Время              | Место              |
| --------------------------- | ------- | ------- | ------- | ------- | ------------------ | ------------------ |
| Хайме Рос                   | 1:55.25 | 48      | 1:56.54 | 36      | 3:51.79            | 36                 |
| Франсиско Фернандес Очоа    | 1:48.65 | 24      | 1:49.47 | 27      | 3:38.12            | 24                 |
| Хуан Мануэль Фернандес Очоа | 1:48.06 | 15      | 1:46.71 | 15      | 3:34.77            | 16                 |

### Слалом
| Спортсмен                   | 1 заезд | 1 заезд | 2 заезд | 2 заезд | Итоговый результат | Итоговый результат |
| Спортсмен                   | Время   | Место   | Время   | Место   | Время              | Место              |
| --------------------------- | ------- | ------- | ------- | ------- | ------------------ | ------------------ |
| Хорхе Гарсия                | DNF     | -       | -       | -       | DNF                | -                  |
| Хуан Мануэль Фернандес Очоа | DNF     | -       | -       | -       | DNF                | -                  |
| Хайме Рос                   | DNF     | -       | -       | -       | DNF                | -                  |
| Франсиско Фернандес Очоа    | 1:02.35 | 10      | 1:06.00 | 10      | 2:08.35            | 9                  |

DNF = Не финишировал — спортсмен стартовал, но не финишировал.